# 박동근 (희극인)
박동근(1982년 12월 4일 ~ )은 대한민국의 희극인이다.

## 출연작

### 방송
- 개그야 (MBC)
- 생방송 톡!톡! 보니하니 (EBS) - 먹니 역
- 알록달록 콩콩이 (EBS)
- 방귀대장 뿡뿡이 (EBS)
- 딩동댕 유치원 (EBS)

## 논란
2019년 보니하니 유튜브 라이브 방송 중에 하니(김채연)에게 "리스테린에 소독한 년"이라는 말을 사용하여 시청자들의 항의가 빗발쳤고, 인터넷에 빠르게 퍼져가 약 8년간 고정 출연하던 생방송 톡!톡! 보니하니에서 하차함은 물론 EBS 출연정지를 당했다.